# Арагац (компьютер)
«Арага́ц» — электронная вычислительная машина первого поколения, разработанная в Ереванском научно-исследовательском институте математических машин (ЕрНИИММ). Элементная база — электровакуумные лампы. Руководитель работ — Б. Е. Хайкин. Разработка продолжалась с 1958 по 1960 год. Всего было выпущено 4 экземпляра машины.
Основой для разработки послужил компьютер М-3, разработанный коллективом И. С. Брука. Одновременно с работами по «Арагац», и также на основе схемы М-3 в ЕрНИИММ разрабатывалась ЭВМ «Раздан», на полупроводниковой элементной базе. Для помощи в создании «Раздан» и «Арагац» в Ереван было откомандировано несколько сотрудников Вычислительного центра Академии наук СССР, руководитель группы — А. П. Меренков.

## Технические характеристики
В машине трёхадресная система команд. Разрядность кода команды – 42. 
Форма представления чисел – двоичная с плавающей запятой. Числа представлены в машине в нормализованном виде (32 разряда занимает мантисса числа, один разряд – знак мантиссы, шесть разрядов – порядок числа и один разряд для знака порядка, ещё два разряда для представления чисел не используются).
- Оперативная память — на ферритовых сердечниках, 12 Кбайт ( 1024 42-разрядных слов)[1]
- Производительность – 20 (по другим сведениям – 8) тысяч оп/c[1]
- Устройства хранения информации:
  - Промежуточное запоминающее устройство на двух магнитных барабанах общей ёмкостью 2048 слов.
  - Накопитель на магнитной ленте имел общую ёмкость 300 тысяч слов. Кроме того, в машине находился блок долговременного запоминающего устройства на 256 слов.
  - Для ввода данных использовались перфоленты, скорость ввода составляла до 36 слов в секунду. По другим сведениям использовалась перфорированная киноплёнка[2].

Первоначально ЭВМ «Арагац» не имели компиляторов с языков программирования, программисты писали программы в машинных кодах.
Всего в машине было использовано 3500 электронных ламп.

## Вычислительные центры на основе Арагаца
- Одна из вычислительных машин (головной экземпляр) в 1961 году была приобретена Пермским государственным университетом, хотя первоначально создавалась для Ленинграда. Размещалась на цокольном этаже учебного корпуса № 2 и проработала до 1973 года, пока не была списана. В настоящее время в музее университета хранится латунная эмблема от вычислительной машины и ячейка памяти[4][5].